# Allohelea distortifemur
Allohelea distortifemur är en tvåvingeart som beskrevs av Wirth 1991. Allohelea distortifemur ingår i släktet Allohelea och familjen svidknott.
Artens utbredningsområde är Florida. Inga underarter finns listade i Catalogue of Life.